# Spanje
Spánje je ena izmed fizioloških funkcij živih bitij, katere funkcija še ni povsem znana. Med spanjem so nekateri deli možganov bolj aktivni kot med budnostjo, spremenjeno je dihanje, bitje srca, izločanje hormonov. 
Spalna količina se nanaša na količino časa, ki ga posameznik preživi v spanju, pri čemer skrajšanje spalne količine neposredno učinkuje na količino obnove, ki se pri posamezniku pojavi. Objektivna kakovost spanja se nanaša na to kako težko nekdo zaspi, ostane v stanju spanja, ter kolikokrat se prebudi v eni noči noč. Slabša spalna kakovost torej zmoti cikel prehanaja med različnimi stadiji spanja. Subjektivna kakovost spanja pa se nanaša na občutek spočitosti in obnovljenosti po prebujanju iz spanca. Nespečniki imajo na splošno več zahtev pri ocenjevanju kakovosti spanja od posameznikov, ki nimajo težav s spanjem.

## Fiziologija

#### Teorije spanja
Po starejši pasivni teoriji spanja so menili, da se centri za zavest v retikularni formaciji v možganskem deblu preko dneva utrudijo, sledil naj bi prehod iz budnosti v spanje. Modernejša teorija zagovarja aktivni nastanek spanja.  Študije so pokazale, da se spanje začne s preklopom v hipotalamusu, preko katerega se v različnih fazah spanja aktivirajo določena jedra v možganskem deblu, oziroma diencefalonu. Za posamezne faze spanja so odgovorni različni nevrološki prenašalci. Glavni prenašalec v spanju je GABA.

#### Faze spanja
Glede na fiziološke in nevrološke značilnosti v grobem delimo spanje na dve obdobji: spanje REM (ang. Rapid Eyes Movement, hitro premikanje očes) ter spanje NREM (ang. Non-Rapid Eye Movement, ne-hitro premikanje očes). NREM razdelimo v tri faze; N1, N2, N3. 
- N1: dremež, plitko spanje, ki je po navadi prisotno ob uspavanju. Značilni so upočasnjeni očesni gibi. V EEG-ju opazimo spremembo možganskih valov iz alfa v theta valove. Značilni grafoelementi v tej fazi so valovi verteksa.
- N2: v tej fazi normalno odrasel človek prespi 50% celotnega časa spanja. V EEG-ju se pojavijo značilni grafoelementi-vretena spanja in sklopi K.
- N3: je faza globokega spanca, v kateri prevladuje spanje počasnih valov (slow-wave sleep). Speči v fazi N3 je manj odziven na okoljske dražljaje in ga je težje prebuditi kot v prejšnjih fazah.
- REM: spanje je dobilo ime po glavni značilnosti, hitrih gibih zrkel. V tej fazi spanja so mišice najmanj aktivne. Bitje srca pa je hitrejše, spremeni se dihanje, lahko se pojavijo posamezne kratke pavze dihanja. V tej fazi telo ni sposobno uravnavanja telesne temperature. Vzorec možganske aktivnosti v EEG-ju je podoben vzorcu pri budni osebi, zato spanje REM imenujemo tudi “paradoksno spanje”. Kljub podobnosti možganske aktivnosti med budnim in človekom v spanju REM je osebo najtežje prebuditi v tej fazi spanja. V REM spanju največ sanjamo. Spanje REM predstavlja 20-25% časa celotnega spanca odrasle osebe. Pri novorojenčkih znaša ta odstotek več kot 80%.

Spanje poteka v ciklih, v katerih se izmenjujejo faze REM in NREM. V običajnem ciklu si sledijo faze v zaporedju N1 → N2 → N3 → REM. Prvi cikel traja v povprečju 90 minut, trajanje naslednjih je približno 100-120 minut. Proti jutru se faza REM z vsakim ciklom daljša, medtem ko se faza globokega spanca krajša. Od dolžine spanja je odvisno število ponavljajočih se ciklov spanja (približno 3-4 cikli).

#### Preučevanje spanja
Spanje in njegove motnje preučujemo v laboratoriju za motnje spanja, kjer s pomočjo polisomnografije (PSG) snemamo več bioloških funkcij, katerih spreminjajoči se vzorci določajo faze spanja. Pri spečem preiskovancu hkrati odjemamo možgansko aktivnost (EEG), spremljamo gibanje zrkel (EOG), mišično aktivnost (EMG), dihanje (pretok zraka skozi nos in usta, gibanje prsnega koša in trebuha), zasičenost krvi s kisikom. Polisomnografsko snemanje vedno poteka med nočnim spanjem; preiskovanec ponoči v laboratoriju spi sam, v sobi pa je poleg mikrofona nameščena tudi infrardeča video kamera, s katero spremljamo gibe telesa in morebitno abnormno motorično aktivnost ali napade med spanjem. 
Polisomnografijo se uporablja za diagnostiko motenj spanja in v raziskovalne namene. Izvajajo jo v specializiranih laboratorijih (Laboratorij za motnje spanja, Klinični inštitut za klinično nevrofiziologijo, Nevrološka klinika, Univerzitetni klinični center Ljubljana).

## Motnje spanja
Veja medicine, ki se ukvarja s proučevanjem in zdravljenjem motenj spanja, se imenuje somnologija.
Motnje spanja klasificiramo po mednarodni klasifikaciji motenj spanja (International clasiffication of sleep disorders, 2005), ki ga je izdala Ameriška agencija za medicino spanja (AASM). Po tej klasifikaciji je poznanih več kot 90 motenj spanja.
Najpogostejši sklop motenj spanja je nespečnost, ki jo delimo v številne podskupine. Nevarne motnje spanja so razne oblike prekomerne dnevne zaspanosti, posledica katere so lahko nesreče v prometu in na delovnem mestu. Pogoste motnje spanja so motnje dihanja, najpogosteje gre za obstruktivne pavze dihanja v zgornjih dihalih.

#### Obstruktivna apneja v spanju
Obstruktivna spalna apneja (OSA) je motnja spanja s pogostimi prekinitvami dihanja med spanjem. Prekinitve dihanja trajajo vsaj 10 sekund. Po navadi je pridruženo glasno smrčanje. Obstrukcija dihanja nastane zaradi zapore zgornjih dihalnih poti, ki kratkotrajno prepreči dotok zraka v pljuča. Posledica je slabša preskrba možganov s kisikom. Pavze dihanja se ponavljajo vso noč. Stopnjo prizadetosti se opiše z AHI (apneja-hipopneja indeks), ki opredeli število pavz dihanja na uro spanja. OSA je pogostejša pri starejših in prekomerno hranjenih ljudeh. Apneje v spanju so neodvisni rizični dejavnik za možgansko-žilne bolezni. 
OSA je ena izmed bolezni, ki povzroča prekomerno dnevno zaspanost (ang. excessive daytime sleepiness - EDS). Prekomerna dnevna zaspanost je stanje, v katerem oseba čuti nezadržno potrebo po spanju, kjub ustrezno dolgem nočnem spancu. Osebe s prekomerno zaspanostjo čutijo nezadržno potrebo po spancu večkrat čez dan. V nekaterih okoliščinah je to ne le neprijetno, temveč tudi ogrožajoče, na primer med vožnjo z avtomobilom. Boleznim, ki povzročajo prekomerno dnevno zaspanost pravimo tudi hipersomnije. Dnevno zaspanost subjektivno ocenimo z Epworthovo lestvico zaspanosti, objektivno pa z testi srednje latence uspavanja (MSLT), oziroma srednjega trajanja budnosti (MWT).

#### Narkolepsija
Je kronična nevrološka bolezen, ki traja vse življenje. Vzroki in mehanizmi nastanka niso znani. Najbolj se kaže kot prekomerna in neobvladljiva prekomerna dnevna zaspanost. Poleg hude zaspanosti je za narkolepsijo značilna tudi katapleksija. To je nenadna, kratkotrajna izguba mišične moči, ki se pojavi ob čustvenem dogodku (smeh, strah, jeza). Pridruženi so lahko še drugi simptomi in znaki. Ob prebujenju in v polsnu preden osebe z narkolepsijo zaspijo, se lahko pojavijo halucinacije in kratkotrajna ohromelost. Bolniki z narkolepsijo se pogosto prebujajo med spanjem. Narkolepsijo z zdravili uspešno zdravimo, kljub temu simptome ne moremo popolnoma preprečiti.

#### Sindrom nemirnih nog
Pri sindromu nemirnih nog (RLS) bolniki opisujejo neprijetne občutke v nogah, ki povzročijo nevzdržno željo po premikanju nog. Z gibanjem neprijetni občutki v nogah vsaj začasno prenehajo. Simptomi trajajo od nekaj minut do nekaj ur. Tipično se pojavijo leže pred in med spanjem, največkrat v golenih. Redkeje se pojavijo tudi na rokah. Pogosto imajo ti bolniki tudi periodične gibe udov med spanjem (PLMD), posledica česar je pogosto prekinjeno nočno spanje in prekomerna dnevna zaspanost.

## Spanje in delo
V povprečju ljudje porabijo več časa med spanjem, kot pri delu , posledično je spanje prevladujoča dejavnost v življenju zaposlenih. Količina spanja in kakovost spanja, torej predstavljata dva pomembna dejavnika za uspešno delo zaposlenih na različnih delovnih mestih. Vendar pa so raziskovalci na področju psihologije dela in organizacije šele pred kratkim začeli raziskovati pomembne učinke nizke količine in slabše kakovosti spanja na zadovoljstvo z delom, neetičnim vedenjem, odklonskim vedenjem na delovnem mestu, ter na večjo količino delovnih poškodb zaposlenih. Tako dandanes organizacijski psihologi šele začenjajo odkrivati velikosti učinkov spanja na stanje zaposlenih, na njihovo vedenje, ter na njihovo delovno učinkovitost  . Človeška delovna sila predstavlja najpomembnejši vir za organizacije, saj v primeru prave uporabe le ta zagotavlja potencialni vir, ki prispeva k trajnostni tekmovalni prednosti. Posledično organizacije mnogokrat predvidevajo in menijo, da v primeru, če bodo imeli zaposleni potrebno znanje, spretnosti, zmožnosti in druge lastnosti, da bodo potemtakem sami po sebi prispevali k boljši uspešnosti organizacije. Posledično mnoga podjetja menijo, da bo večje število ur s strani zaposlenih prispevalo k večji uspešnosti in hkrati tudi k večjemu dobičku organizacije. Na podlagi te predpostavke se podjetja poslužujejo različnih načinov s katerimi podaljšujejo delovni čas zaposlenih, tako, da jim podaljšujejo izmene v katerih delajo, dodajo nočne izmene, spodbujajo delo v več izmenah, hkrati pa spodbujajo v svojih organizacijskih klimah norme in vrednote, ki postavljajo delo pred spanje. Pri tem pa se organizacije pogosto ne zavedajo negativnih učinkov pomanjkanja spanja na učinkovitost njihove delovne sile .

### Trendi količine spanja
Raziskave kažejo, da se količina spanja, ki jo prejmemo dandanes krajša skozi čas. V prečni raziskavi E. Kronholm idr. (2008) so preučevali trende količine spanja od leta 1972 do 2005 na finskem vzorcu 251.083 udeležencev. Izsledki raziskave so pokazali, da se je samoporočana količina spanja na vsakih 10 let skrajšala za 5,5 minut v zadnjih 30-tih letih. Pri čemer je pomembno upadlo število posameznikov, ki spijo po osem ur na noč in se je hkrati povečalo število posameznikov, ki spijo po sedem ur na noč .
Dandanes prejmemo razmeroma nizko količino spanja. V raziskavi Luckhaupt, Tak in Calvert (2010) namreč poročajo, da kar 30% američanov spi manj kot šest ur na noč, medtem, ko večina zaposlenih vključenih v raziskavo spi le sedem ur na noč. V skladu s tem izsledki raziskave Swanson idr. (2011) poročajo o tem, da kar 29% američanov poroča o ekstremni zaspanosti na delovnem mestu ali pa poročajo, da so v zadnjem mesecu zaspali na delovnem mestu .
V skladu z upadanjem količine spanja, ki ga zaposleni prejmejo se kaže tudi trend upadanja kakovosti spanja zaposlenih. Westerlund in sodelavci (2008) so na švedskem vzorcu 28,424 udeležencev (starih od 16-64 let) raziskovali spreminjajoč trend z delom povezanih motenj spanca v letih od 1993-1999. Ugotovili so, da se je število posameznikov, ki so izkusili z delom povezane motnje spanja povečal pri obeh spolih, pri čemer je bil ta trend bolj razviden pri ženskah. Tako se je procent žensk, ki so vsaj enkrat na teden izkusile z delom povezano motnjo spanja povečal iz 12 % leta 1993 na 22% v letu 1999. Prav tako se je procent moških, ki so izkusili z delom povezano motnjo spanja povečal iz 13% v letu 1993 na 19% v letu 1999. Avtorji menijo, da je do več poročanj o slabši kakovosti spanja lahko prišlo zaradi različnih razlogov. Eden izmed razlogov je lahko, da se je v teh letih objektivno povečalo število motenj spanja, prav tako pa navajajo, da je lahko do več poročanj prišlo zaradi večje nagnjenosti k poročanju o spalnih motnjah ali pa zaradi večje težnje po pripisovanju spalne motnje k problemom v delovni situaciji. Lahko pa je do večjega poročanja o motnjah spanja prišlo zaradi večjega poročanja medijev o motnjah spanja, ter o vplivu delovnih stresorjev na motnje spanja.

### Spanje in delo na različnih delovnih mestih
S. Luckhaupt, in sodelavci (2010) so v prečni raziskavi na vzorcu udeležencev, ki so jih pridobili med letom 2004 in 2007 v primerjavi z vzorcem pridobljenem v letih med 1985 in 1990 ugotovili, da se je količina spanja pomembno zmanjšala v sedmih od osmih industrijskih sektorjih, ki so jih zajeli v raziskavo. Tovrstni izsledki nakazujejo na to, da se trend nižanja količine spanja, ki ga prejmejo zaposleni niža ne glede na delovno mesto, kjer so posamezniki zaposleni. Kljub temu, pa so se sektorji med sabo pomembno razlikovali v količini spanja, ki ga prejmejo zaposleni. 
Odstotki zaposlenih, ki so v povprečju spali manj, kot 6 ur na noč v treh najbolj spalno depriviranih sektorjih: 
- 41% zaposlenih v managementu in podjetništvu,
- 37% zaposlenih v skladiščih in logistični industriji,
- 35% zaposlenih v proizvodnji[14].

Preučevanje razlik v količini spanja , ki ga prejmejo zaposleni v različnih sektorjih je pomembno, saj nam le to omogoča vpogled v razmerje med spanjem in delom, ter posledično nam omogoča izdelavo intervencij, ki promovirajo spanje na določenih delovnih mestih .

### Dejavniki motenj spanja
V študiji Akerstedt idr. (2002) so raziskovalci raziskovali multivariatne povezave med motnjo spanja, ter z različnimi z delom in življenjskim stilom povezanimi dejavniki  .

#### Stres na delovnem mestu in neprestano razmišljanje o delu
Delo pod visokimi fizičnimi in psihičnimi zahtevami se je v večji meri povezovalo z motnjami spanja. Prav tako se je z motenim spanjem povezovalo neprestano razmišljanje o delu med prostim časom. Raziskovalci Akerstedt idr. (2002) so posledično sklepali, da stres na delovnem mestu pomembno vpliva na moteno spanje . Do podobnih rezultatov so prišli v vzdolžni raziskavi Radstaak idr. (2014), kjer so v raziskavo vključili 24 pilotov nizozemske reševalne službe, katere so izbrali predvsem zaradi zahtevnega psihosocialnega delovnega okolja. Zanimalo jih je ali se povečan stres na delovnem mestu, ter nenehno razmišljanje o delu povezuje s subjektivno (samoocene), ter objektivno ocenjeno količino in kakovostjo spanja. Rezultati so pokazali, da so piloti po čustveno stresnih izmenah, ki so se jih čustveno dotaknile potrebovali več časa, da so zaspali, hkrati pa se je večja delovna obremenjenost povezovala z oslabljeno kakovostjo spanja. Na podlagi rezultatov so torej raziskovalci ugotovili, da delovno stresne izmene pomembno vplivajo na povečano razmišljanje o delu v prostem času, kar pa se pomembno povezuje z oslabljeno kakovostjo in količino spanca.

#### Drugi dejavniki motenj spanja
Poleg stresa na delovnem mestu pa Akerstedt idr. (2002) ugotavljajo, da je prisotna večja količina motenj spanja pri posameznikih starejših od 45 let, pri ženskah, posameznikih z visokim telesnim indeksom, pri katerih je prisotno pomanjkanje telesne vadbe in pri posameznikih, ki živijo tvegan življenjski slogom. Več težav pri prebujanju so imeli moški, mlajši, kadilci, posamezniki, ki so se soočali z visokimi delovnimi zahtevami, ter tisti, ki so imeli nižjo socialno podporo. Več motenj spanja so imeli tudi samski posamezniki, kar raziskovalci menijo, da je lahko posledica nekoliko bolj nestabilne življenjske situacije. Vendar pa se v tej raziskavi nadure in izmensko delo niso pomembno povezovala z motnjami spanja .

### Spanje in samoregulacija
Pomanjkanje spanja pomembno vpliva na nižje nivoje možganske glukoze, saj se nivoji le te obnavljajo med spanjem. Primanjkljaj v možganski glukozi pa pomembno vpliva na izvajanje različnih možganskih procesov med katere sodi tudi samoregulacija. Spalni primanjkljaj namreč prizadene predele prefrontalnega korteksa, ki je vpleten v izvajanje procesov samoregulacije . Samoregulacija je pri delu zaposlenih pomembna, saj omogoča posamezniku, da vodi svoje na cilj usmerjeno delovanje skozi čas, ter skozi spremenljive okoliščine. Zaposleni skozi samoregulacijo uravnavajo misli, čustva, vedenja ali pozornost z namerno ali pa samodejno uporabo različnih specifičnih mehanizmov in podpornih metaspretnosti . 
Skozi čas se lahko nizka spalna količina in slaba spalna kakovost akumulira v spalni dolg, ki pa pomembno vpliva na slabšo samoregulacijo zaposlenih. Zmanjšamo ga lahko skozi velike količine kakovostnega spanja .

#### Kognitivna komponenta samoregulacije
Pomanjkanje spanja lahko pomembno vpliva na kognitivne procese samoregulacije :
- Čuječnost: Daljša obdobja brez spanja pomembno vplivajo na posameznikovo čuječnost in pozornost, kar pa ima lahko pomembne učinke na njegovo učinkovitost na delovnem mestu. V eksperimentu Basner idr. (2008) so želeli ugotoviti učinke nočnega dela, ter pomanjkanja spanja na zaznavanje groženj pri simuliranem rentgenskem pregledu prtljage. V tej raziskavi so pokazali, da nočno delo in pomanjkanje spanja negativno učinkuje na točnost zaznavanja objektov, ki predstavljajo grožnjo. Tovrstni rezultati kažejo na to, da bi morebitni spalni primanjkljaj osebja, katerih delo zajema letališki rentgenski pregled prtljage lahko predstavljal grožnjo za varnost letalskega prometa. Še posebej, če se ne sprejmejo določeni protiukrepi, ki delujejo proti utrujenosti zaposlenih [19] .

- Usmerjanje in nadzorovanje pozornosti: Za uspešno opravljanje dela je pomembno tudi usmerjanje in nadzorovanje pozornosti [11]. Smith, McEvoy in Gevins (2002) sta ugotovila, da pomanjkanje spanja pomembno vpliva na delovanje nevronskih poti, ki so pomembnega pomena za dodelitev pozornosti pri nalogah, ki zajemajo delovanje delovnega spomina. Spalni primanjkljaj pa hkrati pomembno oslabi povezave med prefrontalnimi regijami korteksa in drugimi deli možganov, ki vplivajo na večjo dovzetnost za odvračanje pozornosti [20]. Posamezniki bodo pri delu torej težje ostali zbrani na njihove delovne naloge, težje bodo ohranjali pozornost pri delu, kar pa lahko pomembno vpliva na njihovo delovno učinkovitost.

- Analiza tveganja in upravljanje: Mnogi poklici zahtevajo analizo tveganosti različnih odločitev, ter raznorazno upravljanje s stroji, pripomočki ali pa drugimi zaposlenimi. Za uspešno izvajanje teh dveh procesov pa je pomembna samoregulacija na katero pa pomanjkanje spanja pomembno vpliva. Posledično so spalno deprivirani posamezniki v večji meri nagnjeni k tveganim odločitvam v primerjavi s posamezniki, ki niso spalno deprivirani [11]. V raziskavi Venkatrauman idr. (2007) so želeli ugotoviti kako 24 urna deprivacija spanja vpliva na nevronski odgovor pri delanju tveganih odločitev. Udeležence so testirali skozi igro na srečo. Pri čemer so rezultati pokazali, da so imeli posamezniki, ki so bili spalno deprivirani večja pričakovanja za dobitek, ter so bili manj občutljivi za izgube. Slabšo analizo tveganja pri spalno depriviranih posameznikih si raziskovalci razlagajo, kot posledico višje aktivnosti nucleus accumbensa, insule, ter drugih možganskih predelov, ki so povezani s tveganimi odločitvami in čustvenim procesiranjem [21]. Večjo nagnjenost k tveganim odločitvam pa lahko razložimo, kot posledico spalnega primanjkljaja, saj so bili spalno deprivirani posamezniki nagnjeni k večjemu pričakovanju dobička v tveganih odločitvah, ter k manjši občutljivosti za izgubo [11]. Na delovnem mestu ima lahko slabša analiza tveganja in nagnjenost k tveganim odločitvam zelo negativne učinke. Predstavljajte si, da bi kirurg napačno ocenil tveganje pri različnih tveganih posegih ali pa, da bi bil bolj nagnjen k tveganim odločitvam, kljub morebitnim dolgoročnim visokim posledicam za pacienta. Napačna analiza tveganja in upravljanje ima torej lahko velike dolgoročne posledice tako za organizacijo pri kateri dela zaposleni, za morebitne stranke zaposlenega, kot na zaposlenega samega. Posledično je toliko bolj pomembno, da se v določeni meri izključi vpliv spalne deprivacije na delo zaposlenega.

- Znižanje z zamudo: Spalno deprivirani posamezniki so prav tako v večji meri nagnjeni k takojšnjemu izkupičku. Tako v večji meri izbirajo izbire, ki jim omogočajo takojšnjo zadovoljitev potreb in so v manjši meri nagnjeni k izbiram, ki imajo oddaljene pričakovane učinke [11]. To si lahko predstavljamo na primeru ministra za šolstvo, ki trpi za pomanjkanjem spanja. Minister bo lahko, kot posledico spalne depriviranosti nagnjen h kratkortajnim odločitvam in bo posledično izbiral rešitve, ki bodo lahko imele kratkoročno zadovoljive učinke, vendar pa ne bodo dolgoročno rešile problema.

#### Čustvena komponenta samoregulacije
Ljudje se vseskozi soočamo z različnim dražljaji in dogodki, ki povzročajo določene emocije, vendar pa ciljno-naravnane dejavnosti pogosto od nas zahtevajo kontrolo občutkov ali pa njihovega izražanja, kar zajema predvsem potlačevanje, ter izogib izražanja negativnih čustev in hkrati poudarjanje oz. izražanje pozitivnih čustev. Na delovanje čustvene kontrole pa v veliki meri vpliva delovanje amigdale in prefrontalnega korteksa. Posledično ima pomanjkanje spanja in slabša kakovost spanja pomembne negativne učinke na regulacijo emocij.Veliko raziskav podpira to predpostavko, saj oslabljeno in kratkotrajno spanje prispeva k višji sovražnosti, manjši razigranosti, visokim frustraciji, več občutkom tesnobe, večji paranoji in tudi k bolj izraženi depresiji.To pa je lahko problematično v primeru, da se izraža na delovnem mestu.

### Spanje in učinkovitost na delovnem mestu
Pomanjkanje količine spanja in slabša spalna kakovost ima široke negativne posledice na človeško funkcioniranje, kar pa se posledično odraža na slabšem izvajanju dela. Pri delu v organizacijah je značilno, da imajo zaposleni neko določeno število ciljev, ki naj bi jih v določenem času dosegeli. Spanje pomembno vpliva na procese samoregulacije, kot so usmerjanje pozornosti, napora, ter vztrajanje v določenih aktivnostih. Te procesi pa so zelo pomembni in nujni za doseganje ciljev na delovnem mestu. Nižja osredotočenost za delo bo torej pomembno vplivala na čas, ki ga bo nekdo potreboval za doseganje zastavljenih ciljev. To pa bo imelo pomembne učinke na doseganje ciljev, ki si jih bodo posamezniki zastavili. Posamezniki bodo tako imeli občutek, da so manj uspešni pri doseganju cilja in bodo posledično večkrat predvidevali, da nekega določenega cilja ne bodo dosegli. Na podlagi česar bodo začeli zniževati nivo ciljev, ki jih želijo doseči . V raziskavi Engle-Friedman idr. (2003) se je izkazalo ravno podobno, saj so bili posamezniki po noči brez spanja v večji meri nagnjeni k izbiri lažjih nalog, kot pa po noči, ko prejeli normalno količino spanja. Posamezniki so torej nagnjeni k izbiri lažjih nalog, kadar niso naspani, saj jim lažje naloge omogočajo vzdrževati nivo pravilnega odgovarjanja .

### Odlašanje z delom in spanje
Spalna deprivacija pomembno vpliva na pomanjkanje motivacije. Na posameznikovem nivoju, spalna deprivacija prispeva k temu, da so posamezniki v večji meri nagnjeni k odlašanju z delom in k temu, da so večji del njihovega delovnega časa nagnjeni k ukvarjanju z osebnimi udejstvovanji . Pri odlašanju z delom se pogosto posamezniki na različne načine izogibajo delu in sicer tako, da zamujajo na delo, sanjarijo med delom, ali pa izostajajo od dela. Tako posamezniki potrebujejo več samoregulacije in samo-kontrole, da se izognejo odlašanju z delom. Procesi samoregulacije pa so, kot posledica spalnega primanjkljaja dodatno okrnjeni. 
Pomanjkanje spanja se pomembno povezuje z različnimi načini odlašanja z delom in sicer skozi:
- Socialno odlašanje z delom: Raziskave so pokazale, da so zaspani posamezniki v večji meri nagnjeni k temu, da so manj motivirani za doseganje skupinskega cilja. Rezultati raziskave Hoeksema-van Orden, Gaillard in Buunk (1998) so pokazali, da spalna deprivacija zniža delovno učinkovitost skupine v večji meri od delovne učinkovitosti, ko posameznik dela sam, saj so spalno deprivirani posamezniki v večji meri nagnjeni k vedenjem, ki so neučinkovita. Še posebej tovrstna vedenja pridejo do izraza pri delu v skupini, saj so posamezniki nagnjeni k socialnemu odlašanju. [24].

- Internetno odlašanje se nanaša na odlašalno vedenje, kjer zaposleni znotraj delovnega časa preživljajo čas na internetu tako, da preverjajo svojo osebno elektronsko pošto, ter hkrati obiskujejo spletne strani, ki niso povezane z njihovim delom. Raziskava Wagner idr. (2012) je raziskovala učinke pomanjkanja spanja na količino internetnega odlašanja na delovnem mestu. Rezultati so pokazali, da so zaposleni v dnevih, ko se je ura spremenila na poletni čas bili v povprečju v večji meri nagnjeni k uporabi interneta za lastne namene. Posamezniki tako zaradi pomanjkanja samoregulacije težje obdržijo pozornost na delovnih nalogah in so bolj nagnjeni k odlašanju z delom z brskanjem po internetu [25].

- Odsotnost: V raziskavi Westerlund idr. (2008) so na velikem vzorcu ugotovili, da se tako pri moških, kot pri ženskah kažejo povezave med motnjami spanja in odsotnostjo na delovnem mestu. Predvsem so posamezniki v večji meri izostajali od dela, če so imeli z delom povezane motnje spanja [26].

### Odklonsko vedenje na delovnem mestu in spanje
V raziskavi Christian in Ellis (2011) sta raziskovalca oblikovala model vpliva motenj spanja na odklonsko vedenje. Pri čemer se odklonsko vedenje na delovnem mestu nanaša na prostovoljno kršenje organizacijskih norm, ter ogrožanje blagostanja organizacije in/ali njenih pripadnikov. Tovrstno vedenje se lahko kaže v odnosu do organizacije ali pa v medosebnih odnosih. 
V skladu s teorijo samoregulacije sta predvidevala, da bo pomanjkanje spanja povzročilo nižji nivo glukoze v možganih, kar sta poimenovala samoregulacijski primanjkljaj. Ta samoregulacijski primanjklaj pa bo vplival na dva pomembna procesa, ki bosta prispevala k večji količini odklonskega vedenja na delovnem mestu. Predpostavljala sta namreč, da primanjkljaj spanja pomembno vpliva na količino samokontrole in stanj sovražnosti. Spalno deprivirani posamezniki zaradi nižje količine možganske glukoze na predelih prefrontalnega kotreksa težje zatrejo svoje agresivne in destruktivne impulze. Hkrati pa tudi slabše regulirajo svoja čustva in jih na manj sprejemljiv način izkusijo in pokažejo pred drugimi .Njuni rezultati so pokazali, da posamezniki, ki trpijo za pomanjkanjem spanja izkazujejo več odklonskega vedenja na delovnem mestu, več samokontrole in več stanj sovražnosti. 

### Delovni stres in spanje
Visok stres na delovnem mestu je pomemben vzrok za slabšo spalno kakovost. Prečne študije so namreč pokazale, povezave med delovnimi stresorji in motenim spanjem. V logitudinalni raziskavi Radstaak idr. (2014) so raziskovali povezave med delovnimi stresorji, perzervativno kognicijo in subjektivno (samoocene), ter objektivno (aktigrafi) zaznano kakovostjo spanja. Predpostavljali so, da se bodo stresorji na delovnem mestu povezovali s slabšo kakovostjo nočnega spanja. Predpostavljali so, da bodo posredno preko višjih nivojev perzervativne kognicije na slabšo kakovost spanja vplivali delovni stresorji. Raziskavo so izvedli na 24-tih pilotih, ki so delali za nizozemsko helikoptersko reševalno ekipo. Zanje so se odločili zaradi zahtevnega psihosocialnega delovnega okola, ki od pilotov zahteva terensko pomoč oškodovancem. Vsakič pred in po koncu treh zaporednih delovnih izmen so rešili šest vprašalnikov. Vprašalniki so merili in ocenjevali delovne stresorje, subjektivno zaznano kvaliteto spanja in količino perzervativne kognicije. Prav tako so udeleženci v raziskavi nosili aktigrafe, ki so jim merili čas potreben, da so zaspali, celoten čas spanja in število zbujanj. Rezultati so pokazali, da so piloti po stresnih izmenah, ki so se jih čustveno dotaknile potrebovali več časa, da so zaspali in prav tako se je pokazalo, da je večja delovna obremenjenost povezovana z oslabljeno kakovostjo spanja. Delovni stresorji so se najbolj močno povezovali s časom potrebnim za nastop spanja. Prav tako so bolj stresne izmene prispevale k večji perzervativni kogniciji posameznikov. Na podlagi teh rezultatov lahko sklepamo, da zaposleni potrebujejo po čustveno stresni izmeni več časa, da se sprostijo in okrevajo, kot pa po delovno naporni izmeni. Razlog za to se skriva v tem, da imajo čustveno stresne izmene več emocionalnega naboja in povzročijo več negativnih čustev, ter občutkov, le to pa posledično vpliva na večjo količino perzervativne kognicije. Na podlagi tega lahko sklepamo, da delovni stresorji povečajo uporabo psihofizioloških virov in povzročijo visoko potrebo po okrevanju. Istočasno pa lahko delovni stresorji povzročijo perzervativno kognicijo, ki pa okrevanje onemgoči skozi slabšo kakovosto spanja. 
Z namenom, da bi preprečili začaran krog bi zaposlovalci in organizacije morale omogočiti zaposlenim, da delajo raznolike z delom povezane dolžnosti, med njimi bi morali biti dovolj dolgi odmori, nadzor je potreben nad številom ur, ki jih zaposleni delajo in koliko časa jim ostane po delu, saj je pomembno, da se zaposlenim zagotovi dovolj veliko časa, da lahko okrevajo med izmenami in v seriji izmen. Hkrati pa je pomembno spodbujanje zaposlenih v aktivnosti, ki bi pri zaposlenih vzbudila pozitivna čustvena stanja in delovala preventivno na perzervativno kognicijo o delovnih stresorjih.

### Poškodbe na delovnem mestu in pomanjkanje spanja
Pomanjkanje spanja se tudi pomembno povezuje s poškodbami na delovnem mestu. Barnes in Wagner (2009) sta v svoji raziskavi na rudarjih ugotovila, da je do več poškodb na delovnem mestu prišlo v dnevih, ko se je ura prestavila za eno uro nazaj in so rudarji spali eno uro manj.

### Kaj lahko organizacije storijo?
Dandanes je razvidno, da količina spanja, ki ga prejmejo zaposleni v različnih delovnih sektorjih upada, kar pa lahko pomembno vpliva na delovno učinkovitost zaposlenih, odklonsko vedenje na delovnem mestu, ter posledično na učinkovitost organizacij  .
- Prilagodljiv urnik: Organizacije lahko pripomorejo k boljšemu spanju zaposlenih tako, da zaposlenim omogočijo fleksibilne urnike. Raziskave namreč kažejo, da se omogočanje nadzora zaposelnih nad delovnim časom pozitivno povezuje z izboljšano kvaliteto spanja. Prav tako nekatere raziskave kažejo, da z vsako uro, ko se delo začne kasneje posamezniki v povprečju pridobijo 20 minut več spanja [31].

- Podpora organizacije: Organizacijska podpora za okrevanje zaposlenih po delu pomembno vpliva na boljše spanje zaposlenih. Pomembno je kako vodje prispevajo k izboljšanju spanja zaposlenih, saj raziskave kažejo, da posamezniki, katerih supervizorji ali vodje razumejo družinske zahteve bolje spijo. Prav tako je pomembno, da vodje na delovnem mestu služijo, kot vzorniki in se izogibajo uporabi z delom povezane tehnologije v prostem času, saj to skozi zmanjša z delom povezano premlevanje, ter olajša psihološko ločevanje od dela in vpliva na boljše spanje zaposlenih [31].

- Treningi spalne higiene: K izboljšanju spanca zaposlenih lahko pomembno pripomore tudi spodbujanje spalne higiene. Organizacije lahko izboljšajo spanje zaposlenih skozi treninge spalne higiene. Spalna higiena zajema navodila, ki temeljijo na spalni fiziologiji in farmokologiji, ki omogoča kakovostno in dovolj veliko količino spanja. Navodila spalne higiene se nanašajo na posameznikova vedenja, ki so povezana s samim spanjem [31].

- Počivalne sobe: Nekatera večja podjetja so k problematiki zaspanosti njenih zaposlenih pristopila tako, da so v svojih objektih oblikovale počivalne sobe. Glavni namen tovrstnih sob je počivanje. Te sobe naj bodo tihe, vsebujejo naj različne kavče, viseče mreže ali pa posebne spalne komore. Sobe naj bodo oblikovane na način, da se zaposleni lahko spočijejo. Vendar pa samo oblikovanje počivalnih sob ni dovolj. Potrebno je, da počivanje postane del kulture organizacije ter, da se znotraj organizacije sprejema počivanje, kot nekaj dobrega, ter kot nekaj kar omogoča zaposlenim večjo učinkovitost na delovnem mestu. Zaposleni se morajo tudi izobraziti o učinkovitosti počitka na delovnem mestu, kakšne vrste počivanja so učinkovita, koliko časa lahko preživijo pri počitku in na kakšen način naj pristopijo k počivanju. Skozi tovrstno uporabo počitka lahko organizacije pomembno prispevajo k boljši delovni učinkovitosti zaposlenih [32].